# Денис Чоботаріу
Денис Чоботаріу (рум. Denis Ciobotariu, нар. 10 червня 1998, Бухарест, Румунія) — румунський футболіст, захисник клубу «Сепсі».

## Ігрова кар'єра

### Клубна
Денис Чоботаріу народився у Бухаресті і у віці семи років вступив до футбольної академії столичного клубу «Динамо». У 2017 році він підписав з клубом перший професійний контракт. І одразу був відправлений в оренду до клубу Другого дивізіону — «Кіндія». Де в першому ж матчі 19 серпня відзначився забитим голом. 
Через рік, влітку 2018 року захисник повернувся до «Динамо». Де грав до січня 2020 року, коли перейшов до клубу ЧФР. Із „залізничниками“ Чоботаріу тричі ставав чемпіоном Румунії та вигравав Суперкубок країни. 
Перед сезоном 2022/23 Чоботаріу перейшов до «Сепсі», з яким у першому сезоні виграв Кубок та Суперкубок країни.

### Збірна
В період з 2018 по 2021 роки Денис Чоботаріу провів сім матчів у складі молодіжної збірної Румунії.

## Титули
ЧФР
 Чемпіон Румунії (3): 2019/20, 2020/21, 2021/22
 Переможець Суперкубка Румунії: 2020
Сепсі
 Переможець Кубка Румунії: 2022/23
 Переможець Суперкубка Румунії (2): 2022, 2023

## Особисте життя
Денис є сином колишнього румунського футболіста, гравця національної збірної Румунії — Лівіу Чоботаріу.